# Ghislage
Ghislage is een dorpje in de Belgische provincie Henegouwen. Het ligt in Havré, een deelgemeente van de stad Bergen. Ghislage ligt aan het Centrumkanaal, waar voorheen het riviertje Hene stroomde.

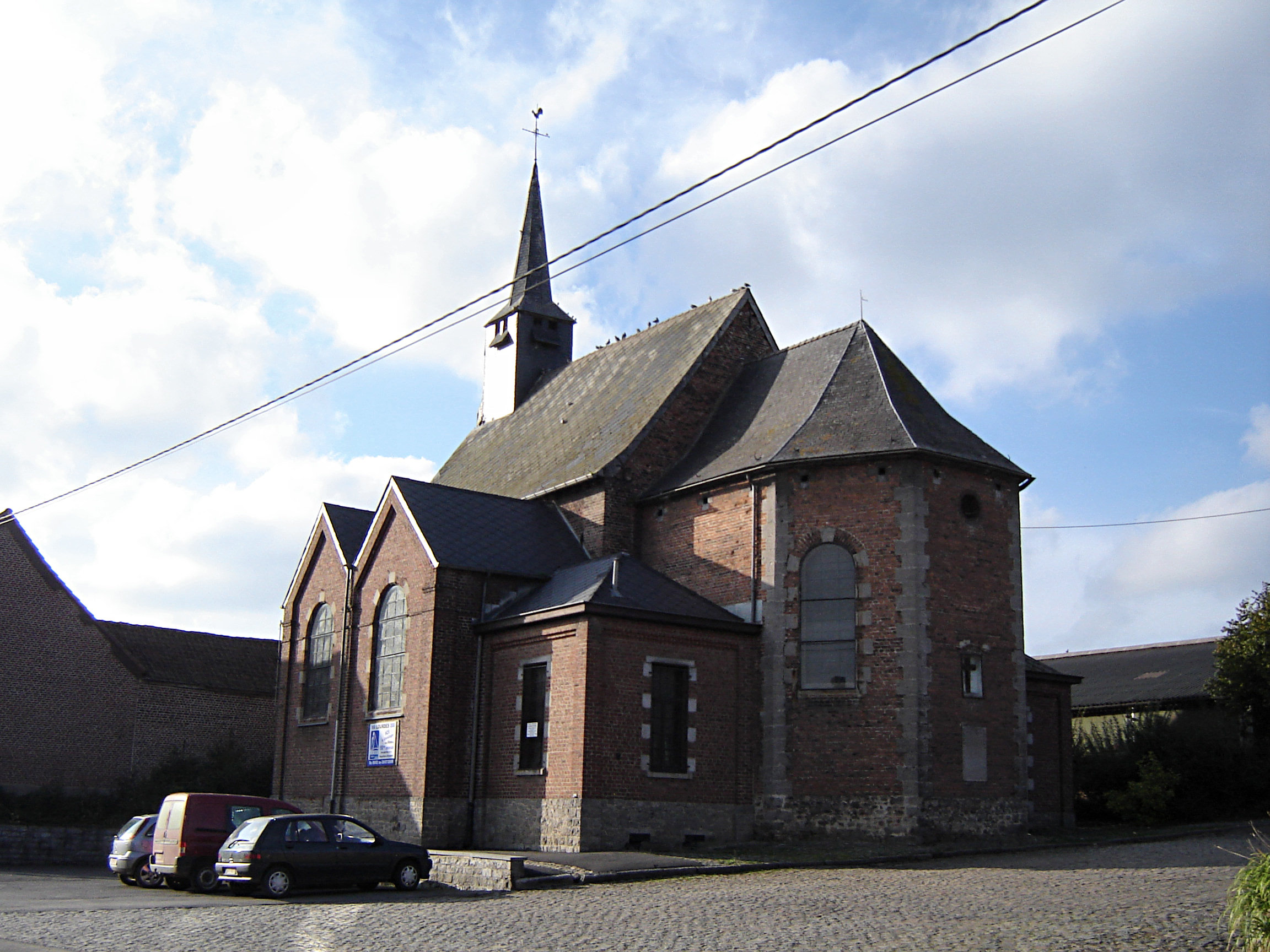
Église Saint-Léger

## Bezienswaardigheden
- De Sint-Leodegariuskerk (Église Saint-Léger) is een classicistisch kerkgebouw van 1732. Het was een bijkerk van de parochiekerk van Havré.

## Natuur en landschap
Ghislage ligt in de vallei van de Hene en aan het Centrumkanaal. De hoogte aan de kerk bedraagt 48 meter.

## Nabijgelegen kernen
Saint-Denis, Gottignies, Ville-sur-Haine, Havré
Deelgemeenten: Bergen · Ciply · Cuesmes · Ghlin · Flénu · Harmignies · Harveng · Havré · Hyon · Jemappes · Maisières · Mesvin · Nimy · Nouvelles · Obourg · Saint-Denis · Saint-Symphorien · Spiennes · Villers-Saint-Ghislain

Overige kern: Ghislage

Belgische gemeenten · Arrondissement Bergen · Henegouwen · Wallonië